# 周学鳌
周学鳌（1910年12月—2005年12月12日），男，直隶（今河北）灵寿人，中华人民共和国政治人物，曾任河北大学校长兼党委书记，河北省人大常委会副主任，中共十二大代表。